# Douches froides
Pour l’article ayant un titre homophone, voir Douche froide.
Cet article possède des paronymes, voir La Douche froide et Ma douche froide.
Pour plus de détails, voir Fiche technique et Distribution.
Douches froides est un film français d'Antony Cordier sorti en 2005.

## Fiche technique
- Titre : Douches froides
- Réalisation : Antony Cordier
- Date de sortie : 22 juin 2005
- Scénario : Antony Cordier avec la collaboration de Julie Peyr
- Production : Sébastien K. Lemercier
- Directeur de la photographie : Nicolas Gaurin
- Montage : Emmanuelle Castro
- Musique originale : Nicolas Lemercier (chanson principale du film : Central Park)
- Musiques additionnelles : Julie Delpy, Rubin Steiner, Galt MacDermot
- Chef décorateur : François Girard
- Costumes : Sophie Goudard
- Maquillage : Lydie Chemla
- Direction de production : Albert Blassius
- Casting : Marion Touitou
- Son : Pierre Tucat
- Mixage : Nicolas Naegelen
- Scripte : Emilie Barbault
- Assistant réalisateur : Céline Savoldelli
- 2e assistant réalisateur : Aurélien Agathon
- Productions : Why Not Productions, Canal+, TPS Cinéma
- Distribution : BAC Films
- Attachée de presse : Claire Viroulaud
- Exportation/Distribution internationale : Wild Bunch

## Distribution
- Johan Libéreau : Mickael
- Salomé Stévenin : Vanessa
- Florence Thomassin : Annie
- Jean-Philippe Ecoffey : Gérard
- Aurélien Recoing : Louis Steiner
- Claire Nebout : Mathilde Steiner
- Pierre Perrier : Clément
- Denis Falgoux : l'entraîneur
- Magali Woch : la sœur de Mickael
- Camille Japy : la femme de l'entraîneur
- Dominique Cabrera : l'infirmière
- Sarah Pratt : l'examinatrice
- Julie Boulanger : Valentine
- Steve Tran : Trahn
- Bruno Sanches : Jeff

## Réception critique
- « Chronique de l'adolescence sans équivalent dans le cinéma français » (Jacques Mandelbaum, Le Monde)
- « Vivifiant, élégant et précis, Douches froides montre avec autant de pertinence les décalages sociaux que les corps adolescents en surchauffe » (Les Inrockuptibles)

## Distinctions

### Récompenses
- Prix Louis-Delluc du premier film 2005
- Grand Prix du Festival de Vérone 2006
- Grand Prix du Festival du film de Taipei 2006
- Étoile d'or du premier film 2006
- Prix de la Fondation Barrière 2005
- Prix de la Critique, Cinéstival, Marseille 2005
- Meilleur Espoir Masculin, Académie des Lumières 2005 (Johan Libéreau)
- Prix d'Interprétation Féminine Festival de Moulins 2005 (Florence Thomassin)
- Prix d'Interprétation Féminine Festival de la Ciotat 2006 (Salomé Stévenin)

### Nomination
- 2006 : César du meilleur premier film (31e cérémonie des César)

## Autour du film
- Salomé Stévenin est la fille du réalisateur et acteur Jean-François Stévenin (Passe montagne, Double messieurs, Mischka), et la sœur des comédiens Robinson Stévenin (La Petite Lili) et Sagamore Stévenin (Romance, Michel Vaillant)
- Le rôle de l'infirmière du lycée est tenu par la réalisatrice Dominique Cabrera (L'Autre Côté de la mer, Le Lait de la tendresse humaine, Folle embellie)
- Le film a été tourné à Tours, La Rochelle et sur l'Ile d'Oléron.